# 小野市立小野小学校
小野市立小野小学校（おのしりつ おのしょうがっこう）は、兵庫県小野市西本町にある公立小学校。
小野藩の陣屋跡に設けられた学校に端を発し、現在もわずかだが小野陣屋の遺構が残る。

## 沿革
明治６年　　旧小野藩小野を学区として、藩校帰生館を校舎に充て「雄野校」とする
明治20年　　小野尋常小学校と改称
昭和12年　　北播最初の鉄骨構架の講堂完成
昭和16年　　国民学校令施行、小野国民学校と改称
昭和22年　　学校教育法施行、高等科は中学校に分離し小野小学校と改称
昭和45年　　プール完成
昭和47年　　創立百周年記念事業として、講堂東と北の校庭に戸外教室建設
昭和49年　　小野市立小野東小学校開設に伴い校区を変更する
昭和62年　　新校舎完成
平成元年　　体育館完成
平成４年　　創立百二十周年記念事業として、運動場周辺に防球ネット設置
平成23年　　空調設備完備、防犯カメラ設置
令和４年　　創立１５０周年記念

## 校区
片山町(※)、上新町、上本町、久茂町、下大部町、神明町、垂井町(※)、田園町、西本町、葉多町、東本町、本町（1丁目）、本町（その他）、丸山町
（※片山町の一部と垂井町のうち字向山も校区に含まれる。）

## 周辺
- 兵庫県立小野高等学校 - (※小野小学校とのチャイム混同を避けるために特有のチャイムを使用。)
- 小野市立好古館
- 神戸電鉄小野駅
- 磐代神社
- 小野本町郵便局
- 兵庫県道18号加古川小野線
- 大島川

## アクセス
- 神戸電鉄粟生線 小野駅西口から西へ100m

## 学校関係者
- 川野武文 - アナウンサー
- 小紫雅史（第13・14・15代生駒市長）

## 通学区域が隣接している学校
- 小野市立小野東小学校
- 小野市立市場小学校
- 小野市立来住小学校
- 小野市立河合小学校
- 小野市立大部小学校